# Free at Last (DC Talk)
Free at Last è il terzo album in studio del gruppo musicale statunitense DC Talk, pubblicato nel 1992.

## Tracce
1. Luv Is a Verb – 4:15
2. That Kinda Girl – 4:12
3. Greer – 0:21
4. Jesus Is Just Alright – 4:37
5. Say the Words – 5:00
6. WDCT – 0:43
7. Socially Acceptable – 4:57
8. Free at Last – 4:55
9. Time Is... (featuring Michael Sweet) – 4:10
10. The Hardway – 5:19
11. 2 Honks & a Negro – 0:18
12. Lean on Me – 5:00
13. Testimony – 0:44
14. I Don't Want It – 4:14
15. Will Power – 0:15
16. Word 2 the Father – 4:02
17. Jesus Is Just Alright (Reprise) – 1:00

## Formazione
- Toby McKeehan – voce, cori, tastiera, programmazione
- Kevin Max Smith – voce, cori
- Michael Tait – voce, cori

## Premi
- Grammy Awards
  - 1993: "Best Rock Gospel Album"